# Sebastián Montoya
Sebastián Montoya Freydell (Miami, 14 aprile 2005) è un pilota automobilistico colombiano, con passaporto anche statunitense, figlio del ex pilota di Formula 1 Juan Pablo Montoya. Dal 2023 è membro del Red Bull Junior Team.

## Carriera

### Kart e primi anni in monoposto
Montoya seguendo le orme di suo padre Juan Pablo inizia a correre in kart nel 2013 al età di otto anni. Dopo tre anni in patria, nel 2016 si trasferisce in Europa dove compete anche nel campionato europeo di karting CIK-FIA e nel Campionato del Mondo di Karting. Nel 2018 ha vinto il suo primo campionato, il ROK the Rio nella classe Junior ROK.
Nel 2020 Montoya esordisce in monoposto partecipando alla Formula 4 italiana con il team Prema Powerteam. Il suo primo anno è discreto e decide di rimanere nella serie anche per il 2021. Nella sua seconda stagione ottiene nove podi e chiude quarto in classifica dimostrando un ottimo miglioramento.
Nel 2022 il figlio d'arte si unisce al team Mumbai Falcons India Racing per competere in alcuni round della Formula Regional Asia. Nella serie ottiene due vittorie, la prima a Yas Marina e la seconda a Dubai, chiude la stagione al settimo posto in classifica e terzo tra i Rookie pur avendo saltato sei corse. Sempre nel 2022 partecipa alla Formula 3 europea regionale con il team Prema. Nella serie europea ottiene diversi piazzamenti a punti ma non riesce a salire sul podio pur andandoci vicino arrivando quarto in due corse. Montoya chiude tredicesimo in classifica, terzo tra i Rookie.

### Formula 3

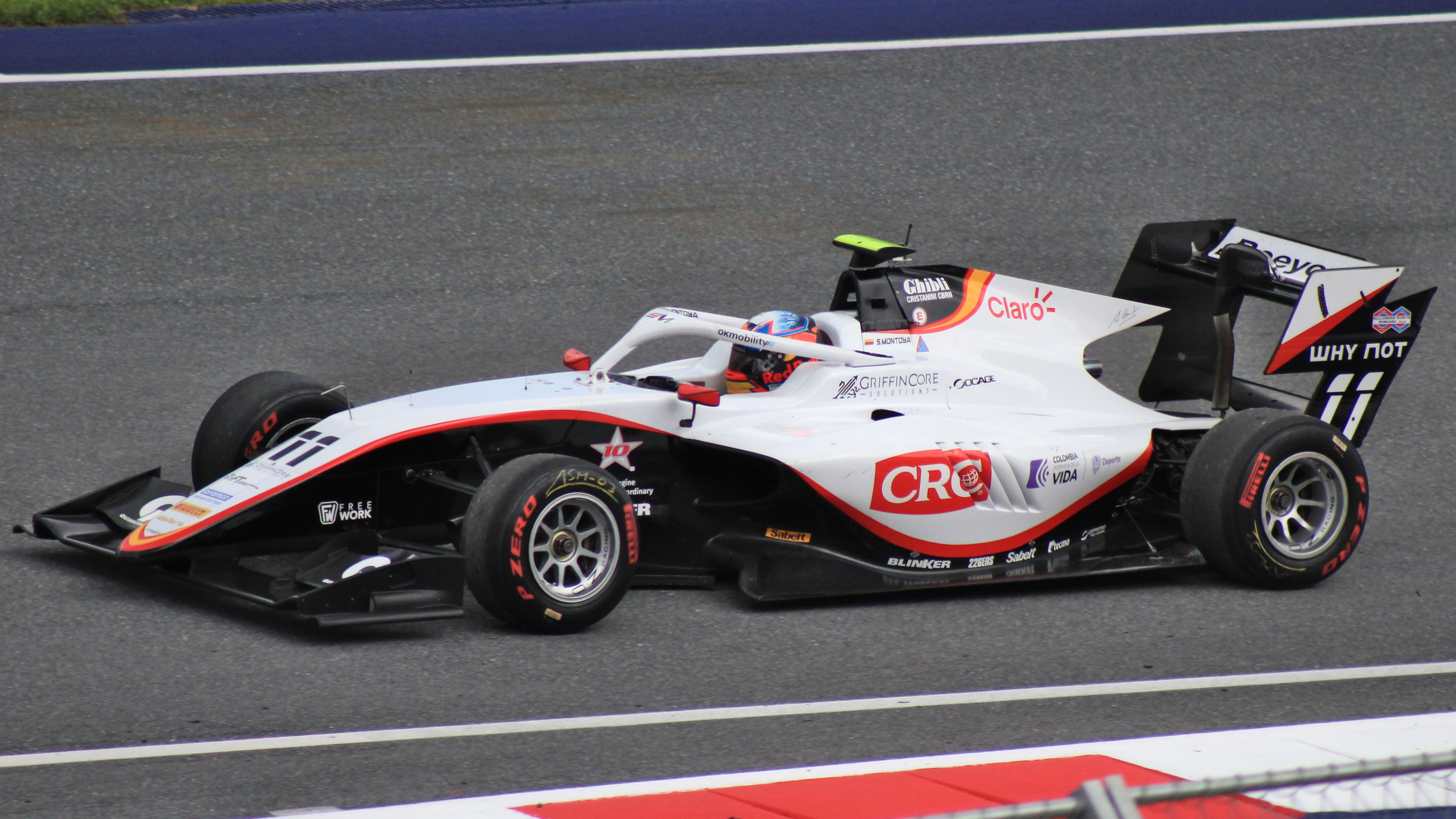
Sebastián Montoya alla guida della Dallara F3 nel 2024

Nel 2022 Montoya esordisce in Formula 3 durante il round di Zandvoort con il team Campos Racing. Il colombiano si mette in mostra chiudendo a punti in entrambe le due gare olandesi. Nel settembre partecipa ai test post stagionali a Jerez con il team Hitech Grand Prix.
L'anno seguente Montoya entra nel Junior Team del team di Formula 1, Red Bull Racing. Nei primi mesi del anno prende parte al Campionato di Formula Regional Middle East per poi correre full time in Formula 3 con il team Hitech Pulse-Eight. In gara uno di Melbourne ottiene il suo primo podio nella serie finendo secondo dietro al britannico Zak O'Sullivan. Nel resto della stagione ottiene risultati discontinui che lo portano a fine stagione con 37 punti e il sedicesimo posto in classifica.
Nel novembre del 2023 prende parte al Gran Premio di Macao con il team Campos Racing. Un mese dopo viene ufficializzato dal team spagnolo per la stagione 2024 della Formula 3. Dopo più di un anno e dopo 33 gare torna a podio nella categoria arrivando secondo dietro Callum Voisin in gara due di Spa. Chiude secondo anche in gara uno di Monza, questa volta dietro a Tim Tramnitz. Montoya chiude la stagione al diciassettesimo posto, peggiorando il risultato della stagione precedente.

### Endurance
Sebastián, in contemporanea alle corse in monoposto, partecipa alle gare del Endurance Cup del Campionato IMSA WeatherTech SportsCar. Nel 2022 corre nella classe LMP2 con il team DragonSpeed dividendo l'Oreca 07 con suo padre, Juan Pablo e Henrik Hedman. Come miglior risultato Sebastian ottiene il secondo posto nella Petit Le Mans.
Per la stagione 2023 oltre gli impegni in Formula 3, prende parte alla European Le Mans Series sempre legato al team DragonSpeed correndo con suo padre,  Juan Pablo e Henrik Hedman.

### Formula 2
Alla fine del 2024, la Prema annuncia l'ingaggio di Montoya per la stagione 2025 della Formula 2 al fianco di Gabriele Minì.

### Formula 1 Driver Academy
Nel 2018 mentre ancora era impegnato in karting Montoya entra nella Ferrari Driver Academy. Ma dopo un solo anno il figlio d'arte si separa dal junior team della Scuderia Ferrari. Nel 2023 dopo le buone prestazioni nelle Formule Regionali e nel esordio in Formula 3 entra nel Red Bull Junior Team.

## Risultati

### Riassunto della carriera
| Stagione | Serie                        | Team                        | Gare | Vittorie | Pole | G.V | Podio | Punti | Pos. |
| -------- | ---------------------------- | --------------------------- | ---- | -------- | ---- | --- | ----- | ----- | ---- |
| 2020     | Formula 4 ADAC               | Prema Powerteam             | 6    | 0        | 0    | 0   | 0     | 10    | 17º  |
| 2020     | Formula 4 italiana           | Prema Powerteam             | 20   | 0        | 0    | 0   | 0     | 81    | 11º  |
| 2021     | Formula 4 ADAC               | Prema Powerteam             | 6    | 0        | 0    | 2   | 3     | 72    | 9º   |
| 2021     | Formula 4 italiana           | Prema Powerteam             | 21   | 0        | 2    | 4   | 9     | 194   | 4º   |
| 2022     | Formula Regional Asia        | Mumbai Falcons India Racing | 9    | 2        | 3    | 2   | 3     | 92    | 7º   |
| 2022     | Formula 3 europea regionale  | Prema Racing                | 20   | 0        | 0    | 0   | 0     | 44    | 13º  |
| 2022     | IMSA SportsCar - LMP2        | DragonSpeed - 10 Star       | 3    | 0        | 0    | 0   | 1     | 893   | 13º  |
| 2022     | Formula 3                    | Campos Racing               | 2    | 0        | 0    | 0   | 0     | 7     | 21º  |
| 2023     | Formula Regional Middle East | Hitech Pulse-Eight          | 15   | 0        | 0    | 0   | 0     | 12    | 21º  |
| 2023     | Formula 3                    | Hitech Pulse-Eight          | 18   | 0        | 0    | 0   | 1     | 37    | 16°  |
| 2023     | European Le Mans Series      | DragonSpeed                 | 6    | 0        | 0    | 0   | 0     | 44    | 7°   |
| 2024     | Formula 3                    | Campos Racing               | 20   | 0        | 0    | 0   | 1     | 40    | 17°  |

* Stagione in corso.

### Risultati in Formula Regional europea
(legenda) (Le gare in grassetto indicano la pole position) (Le gare in corsivo indicano Gpv)
| Stagione | Team         | 1   | 2   | 3   | 4   | 5   | 6   | 7   | 8   | 9   | 10  | 11  | 12  | 13  | 14  | 15  | 16  | 17  | 18  | 19  | 20  | Punti | Pos. |
| -------- | ------------ | --- | --- | --- | --- | --- | --- | --- | --- | --- | --- | --- | --- | --- | --- | --- | --- | --- | --- | --- | --- | ----- | ---- |
| 2022     | Prema Racing | MNZ | MNZ | IMO | IMO | MON | MON | LEC | LEC | ZAN | ZAN | HUN | HUN | SPA | SPA | RBR | RBR | CAT | CAT | MUG | MUG | 44    | 13º  |
| 2022     | Prema Racing | 8   | 8   | 4   | Rit | 17  | 14  | 11  | 11  | 6   | 4   | 16  | 8   | 16  | 13  | 32  | 17  | 13  | 15  | 12  | 20  | 44    | 13º  |

### Risultati Formula Regional asia / Middle East
(legenda) (Le gare in grassetto indicano la pole position) (Le gare in corsivo indicano Gpv)
| Stagione | Squadra           | 1   | 2   | 3   | 4   | 5   | 6   | 7   | 8   | 9   | 10  | 11  | 12  | 13  | 14  | 15  | Punti | Pos. |
| -------- | ----------------- | --- | --- | --- | --- | --- | --- | --- | --- | --- | --- | --- | --- | --- | --- | --- | ----- | ---- |
| 2022     | Mumbai Falcons    | ABU | ABU | ABU | DUB | DUB | DUB | DUB | DUB | DUB | DUB | DUB | DUB | ABU | ABU | ABU | 92    | 7º   |
| 2022     | Mumbai Falcons    | 1   | 4   | 10  | 3   | Rit | 19  | 1   | 9   | 4   |     |     |     |     |     |     | 92    | 7º   |
| 2023     | Hitech Grand Prix | DUB | DUB | DUB | KMT | KMT | KMT | KMT | KMT | KMT | DUB | DUB | DUB | ABU | ABU | ABU | 12    | 21º  |
| 2023     | Hitech Grand Prix | 15  | 18  | 18  | Rit | Rit | 16  | 13  | 6   | 13  | 14  | 8   | 12  | 12  | 17  | 21  | 12    | 21º  |

### Risultati Formula 3
(legenda) (Le gare in grassetto indicano la pole position) (Le gare in corsivo indicano Gpv)
| Stagione | Team               | 1   | 2   | 3   | 4   | 5   | 6   | 7   | 8   | 9   | 10  | 11  | 12  | 13  | 14  | 15  | 16  | 17  | 18  | 19  | 20  | Punti | Pos. |
| -------- | ------------------ | --- | --- | --- | --- | --- | --- | --- | --- | --- | --- | --- | --- | --- | --- | --- | --- | --- | --- | --- | --- | ----- | ---- |
| 2022     | Campos Racing      | BHR | BHR | IMO | IMO | CAT | CAT | SIL | SIL | RBR | RBR | HUN | HUN | SPA | SPA | ZAN | ZAN | MNZ | MNZ |     |     | 7     | 21º  |
| 2022     | Campos Racing      |     |     |     |     |     |     |     |     |     |     |     |     |     |     | 8   | 8   |     |     |     |     | 7     | 21º  |
| 2023     | Hitech Pulse-Eight | BHR | BHR | MEL | MEL | MON | MON | CAT | CAT | RBR | RBR | SIL | SIL | HUN | HUN | SPA | SPA | MNZ | MNZ |     |     | 37    | 16º  |
| 2023     | Hitech Pulse-Eight | 10  | 9   | 2   | Rit | 7   | 28  | 22  | 7   | 9   | 20  | 8   | 10  | Rit | 24  | Rit | 6   | 12  | Rit |     |     | 37    | 16º  |
| 2024     | Campos Racing      | SAK | SAK | MEL | MEL | IMO | IMO | MON | MON | CAT | CAT | RBR | RBR | SIL | SIL | HUN | HUN | SPA | SPA | MNZ | MNZ | 40    | 17º  |
| 2024     | Campos Racing      | 18  | 17  | 8   | 6   | Rit | 10  | 18  | 15  | Rit | 12  | Rit | Rit | 7   | Rit | 19  | 19  | 5   | 2   | 11  | 21  | 40    | 17º  |

### Risultati Gran Premio di Macao
| Anno | Team          | Auto         | Qualifica | Gara |
| ---- | ------------- | ------------ | --------- | ---- |
| 2023 | Campos Racing | Dallara F319 | 18°       | Rit  |

### Risultati campionato IMSA
(legenda) (Le gare in grassetto indicano la pole position) (Le gare in corsivo indicano Gpv)
| Anno | Team        | Classe | Vettura         | 1   | 2     | 3   | 4   | 5     | 6   | 7     | Punti | Pos. |
| ---- | ----------- | ------ | --------------- | --- | ----- | --- | --- | ----- | --- | ----- | ----- | ---- |
| 2022 | DragonSpeed | LMP2   | Oreca 07-Gibson | DAY | SEB 8 | LGA | MDO | WGL 5 | ELK | ATL 2 | 893   | 13º  |

### European Le Mans Series
| Anno    | Squadra         | Classe      | Vettura  | BAR | LEC | ARA | SPA | POR | ALG | Punti | Pos. |
| ------- | --------------- | ----------- | -------- | --- | --- | --- | --- | --- | --- | ----- | ---- |
| 2023    | DragonSpeed USA | LMP2 Pro/Am | Oreca 07 | 7   | 7   | 7   | 7   | 5   | 5   | 44    | 7°   |
| Legenda |                 |             |          |     |     |     |     |     |     |       |      |

### Risultati in Formula 2
(legenda) (Le gare in grassetto indicano la pole position) (Le gare in corsivo indicano Gpv)
| Stagione | Team         | 1   | 2   | 3   | 4   | 5   | 6   | 7   | 8   | 9   | 10  | 11  | 12  | 13  | 14  | 15  | 16  | 17  | 18  | 19  | 20  | 21  | 22  | 23  | 24  | 25  | 26  | 27  | 28  | Punti | Pos. |
| -------- | ------------ | --- | --- | --- | --- | --- | --- | --- | --- | --- | --- | --- | --- | --- | --- | --- | --- | --- | --- | --- | --- | --- | --- | --- | --- | --- | --- | --- | --- | ----- | ---- |
| 2025     | Prema Racing | ALB | ALB | BHR | BHR | JED | JED | IMO | IMO | MON | MON | CAT | CAT | RBR | RBR | SIL | SIL | SPA | SPA | HUN | HUN | MNZ | MNZ | BAK | BAK | LUS | LUS | YMC | YMC | 36*   |      |
| 2025     | Prema Racing | 6   | C   | Rit | 19  | 13  | Rit | 9   | 8   | 6   | 3   | 11  | 2   |     |     |     |     |     |     |     |     |     |     |     |     |     |     |     |     | 36*   |      |

* Stagione in corso.